# Hydroptila oguranis
Hydroptila oguranis is een schietmot uit de familie Hydroptilidae. De soort komt voor in het Palearctisch gebied.